# Eisenbahnunfall von Durban (1994)
Beim Eisenbahnunfall von Durban am 8. März 1994 entgleiste ein Zug bei Durban. 65 Menschen kamen dabei zu Tode.

## Unfallhergang
Der voll besetzte Zug des südafrikanischen Eisenbahnbetreibers Transnet war im morgendlichen Berufsverkehr von Cato Ridge nach Durban unterwegs. Er beförderte etwa 800 Reisende. Der Unfall ereignete sich in einer Kurve 20 km westlich der Stadt. Neun der elf Wagen des Zuges kippten gegen eine Böschung.
Die Entgleisung war gemäß den südafrikanischen Spezialisten, die den Unfall untersuchten, darauf zurückzuführen, dass der Zug mit für diese Kurve viel zu hoher Geschwindigkeit unterwegs war.

## Folgen
65 Menschen starben, 370 weitere wurden verletzt.
Ende März 2013 fand eine große Gedenk- und Trauerfeier für die Opfer und ihre Angehörigen auf dem Mpola-Sportgelände in Dassenhoek statt.